# Список призерів Олімпійських ігор з біатлону
Це повний список спортсменів, які вигравали медалі в біатлоні на зимових Олімпійських іграх, а також в гонці військових патрулів. Перші медалі в біатлоні жінки розіграли в 1992 році в Альбервілі.

## Чоловіки
Цифри в дужках позначають біатлоністів, які виграли золоту медаль у відповідних дисциплінах більше одного разу. Жирні цифри означають рекордну кількість перемог в певних дисциплінах.

### Індивідуальна гонка (20 км)
| Олімпійські Ігри    | Золото                            | Срібло                                                      | Бронза                         |
| ------------------- | --------------------------------- | ----------------------------------------------------------- | ------------------------------ |
| 1960 Скво-Веллі     | Клас Лестандер · Швеція           | Антті Турваінен · Фінляндія                                 | Олександр Привалов · СРСР      |
| 1964 Інсбрук        | Володимир Мельнаїн · СРСР         | Олександр Привалов · СРСР                                   | Олав Йордет · Норвегія         |
| 1968 Гренобль       | Магнар Сольберг · Норвегія        | олександр Тихонов · СРСР                                    | Володимир Гундарцев · СРСР     |
| 1972 Саппоро        | Магнар Сольберг (2) · Норвегія    | Ханс Йорг Кнауз · НДР                                       | Lars-Göran Arwidson · Швеція   |
| 1976 Інсбрук        | Микола Кругов · СРСР              | Хейккі Ікола · Фінляндія                                    | Олександр Єлізаров · СРСР      |
| 1980 Лейк-Плесід    | Анатолій Аляб'єв · СРСР           | Франк Улльріх · НДР                                         | Ебергард Реш · НДР             |
| 1984 Сараєво        | Петер Ангерер · Західна Німеччина | Франк-Петер Реч · НДР                                       | Ейрік Квалфосс · Норвегія      |
| 1988 Калгарі        | Франк-Петер Реч · НДР             | Валерій Медведцев · СРСР                                    | Йоганн Пасслер · Італія        |
| 1992 Альбервіль     | Євген Редькін · Об'єднана команда | Марк Кірхнер · Німеччина                                    | Мікаель Лефгрен · Швеція       |
| 1994 Ліллегаммер    | Сергій Тарасов · Росія            | Франк Люк · Німеччина                                       | Свен Фішер · Німеччина         |
| 1998 Наґано         | Хальвард Ханевольд · Норвегія     | П'єральберто Каррара · Італія                               | Олексій Айдаров · Білорусь     |
| 2002 Солт-Лейк-Сіті | Уле-Ейнар Б'єрндален · Норвегія   | Франк Люк · Німеччина                                       | Віктор Майгуров · Росія        |
| 2006 Турин          | Міхаель Грайс · Німеччина         | Уле-Ейнар Б'єрндален · Норвегія                             | Хальвард Ханевольд · Норвегія  |
| 2010 Ванкувер       | Еміль-Гегле Свендсен · Норвегія   | Уле-Ейнар Б'єрндален · Норвегія · Сергій Новіков · Білорусь | Не нагороджений                |
| 2014 Сочі           | Мартен Фуркад · Франція           | Ерік Лессер · Німеччина                                     | Гранічев Євген · Росія         |
| 2018 Пхьончхан      | Йоганнес Бо · Норвегія            | Яков Фак · Словенія                                         | Домінік Ландертінгер · Австрія |

- Medals:

| Ранг   | Країна            | Золото | Срібло | Бронза | Всього |
| ------ | ----------------- | ------ | ------ | ------ | ------ |
| 1      | Норвегія          | 6      | 2      | 3      | 11     |
| 2      | СРСР              | 3      | 3      | 3      | 9      |
| 3      | Німеччина         | 1      | 4      | 1      | 6      |
| 4      | НДР               | 1      | 3      | 1      | 5      |
| 5      | Росія             | 1      | 0      | 2      | 3      |
| 5      | Швеція            | 1      | 0      | 2      | 3      |
| 7      | Франція           | 1      | 0      | 0      | 1      |
| 7      | Об'єднана команда | 1      | 0      | 0      | 1      |
| 7      | ФРН               | 1      | 0      | 0      | 1      |
| 10     | Фінляндія         | 0      | 2      | 0      | 2      |
| 11     | Білорусь          | 0      | 1      | 1      | 2      |
| 11     | Італія            | 0      | 1      | 1      | 2      |
| 13     | Словенія          | 0      | 1      | 0      | 1      |
| 14     | Австрія           | 0      | 0      | 1      | 1      |
| Всього | Всього            | 16     | 17     | 15     | 48     |

### Спринт (10 км)
| Олімпійські Ігри    | Золото                              | Срібло                            | Бронза                              |
| ------------------- | ----------------------------------- | --------------------------------- | ----------------------------------- |
| 1980 Лейк-Плесід    | Франк Улльріх · НДР                 | Володимир Аликін · СРСР           | Аляб'єв Анатолій Миколайович · СРСР |
| 1984 Сараєво        | Ейрік Квалфосс · Норвегія           | Петер Ангерер · Західна Німеччина | Маттіас Шлейден · НДР               |
| 1988 Калгарі        | Франк-Петер Реч · НДР               | Валерій Медведцев · СРСР          | Сергій Чепіков · СРСР               |
| 1992 Альбервіль     | Марк Кірхнер · Німеччина            | Рікко Гросс · Німеччина           | Гаррі Елоранта · Фінляндія          |
| 1994 Ліллегаммер    | Сергій Чепіков · Росія              | Рікко Гросс · Німеччина           | Сергій Тарасов · Росія              |
| 1998 Наґано         | Уле-Ейнар Б'єрндален · Норвегія     | Фруде Андресен · Норвегія         | Вілле Райкйокен · Фінляндія         |
| 2002 Солт-Лейк-Сіті | Уле-Ейнар Б'єрндален (2) · Норвегія | Свен Фішер · Німеччина            | Вольфганг Пернер · Австрія          |
| 2006 Турин          | Свен Фішер · Німеччина              | Хальвард Ханевольд · Норвегія     | Фруде Андресен · Норвегія           |
| 2010 Ванкувер       | Венсан Же · Франція                 | Еміль-Гегле Свендсен · Норвегія   | Яков Фак · Хорватія                 |
| 2014 Сочі           | Уле-Ейнар Б'єрндален (3) · Норвегія | Домінік Ландертінгер · Австрія    | Ярослав Соукуп · Чехія              |
| 2018 Пхьончхан      | Арнд Пайффер · Німеччина            | Міхал Крчмарж · Чехія             | Домінік Віндіш · Італія             |

- Медалі:

| Ранг   | Країна    | Золото | Срібло | Бронза | Всього |
| ------ | --------- | ------ | ------ | ------ | ------ |
| 1      | Норвегія  | 4      | 3      | 1      | 8      |
| 2      | Німеччина | 3      | 3      | 0      | 6      |
| 3      | НДР       | 2      | 0      | 1      | 3      |
| 4      | Росія     | 1      | 0      | 1      | 2      |
| 5      | Франція   | 1      | 0      | 0      | 1      |
| 6      | СРСР      | 0      | 2      | 2      | 4      |
| 7      | Австрія   | 0      | 1      | 1      | 2      |
| 7      | Чехія     | 0      | 1      | 1      | 2      |
| 9      | ФРН       | 0      | 1      | 0      | 1      |
| 10     | Фінляндія | 0      | 0      | 2      | 2      |
| 11     | Хорватія  | 0      | 0      | 1      | 1      |
| 11     | Італія    | 0      | 0      | 1      | 1      |
| Всього | Всього    | 11     | 11     | 11     | 33     |

### Гонка переслідування (12,5 км)
З 2002 року було розіграно 4 комплекти нагород. Дві перемоги на рахунку французів, по разу перемагали норвежці та шведи. Французи — єдині, хто вигравав медалі на всіх 4 Олімпійських іграх в цій дисципліні. Норвежець Уле-Ейнар Б'єрндален — єдиний, хто виграв більше однієї медалі в цій дисципліні.
| Олімпійські Ігри    | Золото                          | Срібло                          | Бронза                       |
| ------------------- | ------------------------------- | ------------------------------- | ---------------------------- |
| 2002 Солт-Лейк-Сіті | Уле-Ейнар Б'єрндален · Норвегія | Рафаель Пуаре · Франція         | Рікко Гросс · Німеччина      |
| 2006 Турин          | Венсан Дефран · Франція         | Уле-Ейнар Б'єрндален · Норвегія | Свен Фішер · Німеччина       |
| 2010 Ванкувер       | Б'єрн Феррі · Швеція            | Крістоф Зуманн · Австрія        | Венсан Же · Франція          |
| 2014 Сочі           | Мартен Фуркад · Франція         | Ондрей Моравець · Чехія         | Жан-Гійом Беатрікс · Франція |
| 2018 Пхьончхан      | Мартен Фуркад (2) · Франція     | Себастьян Самуельссон · Швеція  | Бенедикт Долль · Німеччина   |

- Медалі:

| Ранг   | Країна    | Золото | Срібло | Бронза | Всього |
| ------ | --------- | ------ | ------ | ------ | ------ |
| 1      | Франція   | 3      | 0      | 2      | 5      |
| 2      | Норвегія  | 1      | 1      | 0      | 2      |
| 2      | Швеція    | 1      | 1      | 0      | 2      |
| 4      | Австрія   | 0      | 1      | 0      | 1      |
| 4      | Чехія     | 0      | 1      | 0      | 1      |
| 4      | Франція   | 0      | 1      | 0      | 1      |
| 7      | Німеччина | 0      | 0      | 3      | 3      |
| Всього | Всього    | 5      | 5      | 5      | 15     |

### Масстарт (15 км)
З 2006 було розіграно три комплекти медалей. По разу перемагали німці, росіяни та норвежці. Француз Мартен Фуркад — єдиний, хто виграв більше однієї медалі в цій дисципліні.
| Олімпійські Ігри | Золото                          | Срібло                  | Бронза                          |
| ---------------- | ------------------------------- | ----------------------- | ------------------------------- |
| 2006 Турин       | Міхаель Грайс · Німеччина       | Томаш Сікора · Польща   | Уле-Ейнар Б'єрндален · Норвегія |
| 2010 Ванкувер    | Євген Устюгов · Росія           | Мартен Фуркад · Франція | Павол Гурайт · Словаччина       |
| 2014 Сочі        | Еміль-Гегле Свендсен · Норвегія | Мартен Фуркад · Франція | Ондрей Моравець · Чехія         |
| 2018 Пхьончхан   | Мартен Фуркад · Франція         | Зімон Шемпп · Німеччина | Еміль-Гегле Свендсен · Норвегія |

- Медалі:

| Ранг   | Країна     | Золото | Срібло | Бронза | Всього |
| ------ | ---------- | ------ | ------ | ------ | ------ |
| 1      | Франція    | 1      | 2      | 0      | 3      |
| 2      | Німеччина  | 1      | 1      | 0      | 2      |
| 3      | Норвегія   | 1      | 0      | 2      | 3      |
| 4      | Росія      | 1      | 0      | 0      | 1      |
| 5      | Польща     | 0      | 1      | 0      | 1      |
| 6      | Чехія      | 0      | 0      | 1      | 1      |
| 6      | Словаччина | 0      | 0      | 1      | 1      |
| Всього | Всього     | 4      | 4      | 4      | 12     |

### Естафета (4×7,5 км)
З 1968 року було розіграно 13 комплектів нагород. Збірна СРСР виграла всі шість естафет в 1968—1988 роках, в яких взяла участь. 4 перемоги на рахунку збірної Німеччини, двічі перемагали норвежці, один раз — збірна Росії. За 4 золоті медалі в естафеті виграли радянський біатлоніст Олександр Тихонов (1968, 1972, 1976, 1980) та німець Рікко Гросс (1992, 1994, 1998, 2006). На рахунку Гросса також є одна срібна медаль.
| Олімпійські Ігри    | Золото                                                                                        | Срібло                                                                                    | Бронза                                                                          |
| ------------------- | --------------------------------------------------------------------------------------------- | ----------------------------------------------------------------------------------------- | ------------------------------------------------------------------------------- |
| 1968 Гренобль       | СРСР (URS) Олександр Тихонов Микола Пузанов Віктор Маматов Володимир Гундарцев                | Норвегія (NOR) Ола Ваєрханд Олав Джордет Магнар Сольберг Йон Істад                        | Швеція (SWE) Ларс-Єран Ардвідсон Туре Ерікссон Улле Петруссон Гольмфрід Ульссон |
| 1972 Саппоро        | СРСР (URS) Олександр Тихонов (2) Ринат Сафін Бяков Іван Віктор Маматов (2)                    | Фінляндія (FIN) Еско Сайра Юхані Сутаріннен Хейккі Ікола Маурі Ропапен                    | НДР (GDR) Хнасйорк Кнауз Йоахім Маічер Дітер Шпеєр Хорст Косчка                 |
| 1976 Інсбрук        | СРСР (URS) Олександр Тихонов (3) Олександр Єлізаров Іван Бяков (2) Микола Круглов             | Фінляндія (FIN) Хенрік Флойт Еско Сайра Юхані Сутарінен Хейккі Ікола                      | НДР (GDR) Карл-Хейнз Манс Франк Улльріх Манфред Бір Манфред Гайєр               |
| 1980 Лейк-Плесід    | СРСР (URS) Олександр Тихонов (4) Володимир Аликін Володимир Барнашов Анатолій Аляб'єв         | НДР (GDR) Маттіас Юнг Клаус Зіберт Франк Улльріх Ебергард Реш                             | ФРН (FRG) ФрансБернрейтер Ханс Естнер Петер Ангерер Герхард Вінклер             |
| 1984 Сараєво        | СРСР (URS) Дмитро Васильєв Юрій Кашкаров Альгімантас Шална Сергій Булигін                     | Норвегія (NOR) Одд Лілрхус Ейрік Квалфосс Рольф Сторсвін К'єль Собак                      | ФРН (FRG) Ернст Райтер Вальтер Піхлер Петер Ангерер Фрітц Фішер                 |
| 1988 Калгарі        | СРСР (URS) Дмитро Васильєв (2) Сергій Чепіков Олександр Попов Валерій Медведцев               | ФРН (FRG) Ернст Райтер Стефан Хок Петер Ангерер Фрітц Фішер                               | Італія (ITA) Вернер Кієм Готліб Ташлер Йоганн Пасслер Андреас Зінгерле          |
| 1992 Альбервіль     | Німеччина (GER) Рікко Гросс Дженс Сайніген Марк Кірхнер Фрітц Фішер                           | Об'єднана команда (EUN) Валерій Медведцев Олександр Попов Валерій Кірієнко Сергій Чепіков | Швеція (SWE) Ульф Юганнсон Лейф Андерссон Торд Вікстен Мікаель Лефгрен          |
| 1994 Ліллегаммер    | Німеччина (GER) Рікко Гросс (2) Франк Люк Марк Кірхнер (2) Свен Фішер                         | Росія (RUS) Валерій Кірієнко Валерій Драчов Сергій Тарасов Чепіков Сергій                 | Франція (FRA) Тьєррі Дассерр Патріс Баї-Сален Ліонель Лоран Херве Фландін       |
| 1998 Наґано         | Німеччина (GER) Рікко Гросс (3) Петер Зендель Свен Фішер (2) Франк Люк (2)                    | Норвегія (NOR) Егіл Г'єлланд Хальвард Ханевольд Даг Б'єрдален Уле-Ейнар Б'єрндален        | Росія (RUS) Павло Муслімов Володимир Драчов Сергій Тарасов Віктор Майгуров      |
| 2002 Солт-Лейк-Сіті | Норвегія (NOR) Хальвард Ханевольд Фруде Андресен Егіл Г'єлланд Уле-Ейнар Б'єрндален           | Німеччина (GER) Рікко Гросс Петер Зендель Свен Фішер Франк Люк                            | Франція (FRA) Гілле Маргует Венсан Дефран Жульєн Робер Рафаель Пуаре            |
| 2006 Турин          | Німеччина (GER) Рікко Гросс (4) Міхаель Реш Свен Фішер (3) Міхаель Грайс                      | Росія (RUS) Іван Черезов Сергій Чепіков Павло Ростовцев Микола Круглов                    | Франція (FRA) Жульєн Робер Венсан Дефран Ферреол Каннар Рафаель Пуаре           |
| 2010 Ванкувер       | Норвегія (NOR) Хальвард Ханевольд (2) Тар'єй Бо Еміль-Гегле Свендсен Уле-Ейнар Б'єрндален (2) | Австрія (AUT) Зімон Едер Данієль Мезотіч Домінік Ландертінгер Крістоф Зуманн              | Росія (RUS) Іван Черезов Антон Шипулін Максим Чудов Устюгов Євген Романович     |
| 2014 Сочі           | Росія (RUS) Олексій Волков Євгеній Устюгов Дмитро Малишко Антон Шипулін                       | Німеччина (GER) Ерік Лессер Даніель Бем Арнд Пайффер Зімон Шемпп                          | Австрія (AUT) Крістоф Зуманн Данієль Мезотіч Зімон Едер Домінік Ландертінгер    |
| 2018 Пхьончхан      | Швеція (SWE) Пеппе Фемлінг Єспер Нелін Себастьян Самуельссон Фредерік Ліндстрем               | Норвегія (NOR) Ларс-Гельге Біркеланн Тар'єй Бо Йоганнес Бо Еміль-Гегле Свендсен           | Німеччина (GER) Ерік Лессер Бенедикт Долль Арнд Пайффер Зімон Шемпп             |

- Медалі:

| Ранг   | Країна            | Золото | Срібло | Бронза | Всього |
| ------ | ----------------- | ------ | ------ | ------ | ------ |
| 1      | СРСР              | 6      | 0      | 0      | 6      |
| 2      | Німеччина         | 4      | 2      | 1      | 7      |
| 3      | Норвегія          | 2      | 4      | 0      | 6      |
| 4      | Росія             | 1      | 2      | 2      | 5      |
| 5      | Швеція            | 1      | 0      | 2      | 3      |
| 6      | Фінляндія         | 0      | 2      | 0      | 2      |
| 7      | НДР               | 0      | 1      | 2      | 3      |
| 7      | ФРН               | 0      | 1      | 2      | 3      |
| 9      | Австрія           | 0      | 1      | 1      | 2      |
| 10     | Об'єднана команда | 0      | 1      | 0      | 1      |
| 11     | Франція           | 0      | 0      | 3      | 3      |
| 12     | Італія            | 0      | 0      | 1      | 1      |
| Всього | Всього            | 14     | 14     | 14     | 42     |

### Змішана естафета
Команди складаються з 4 спортсменів — дві жінки (біжать по 6 км) і два чоловіки (7,5 км). Жінки зі складу команд-призерів в списку не зазначені.
| Games          | Золото                                                                             | Срібло                                                                         | Бронза                                                                |
| -------------- | ---------------------------------------------------------------------------------- | ------------------------------------------------------------------------------ | --------------------------------------------------------------------- |
| 2014 Сочі      | Норвегія (NOR) Тура Бергер Тіріль Екгофф Уле-Ейнар Б'єрндален Еміль-Гегле Свендсен | Чехія (CZE) Вероніка Віткова Габріела Коукалова Ярослав Соукуп Ондрей Моравець | Італія (ITA) Доротея Вірер Карін Обергофер Домінік Віндіш Лукас Гофер |
| 2018 Пхьончхан | Франція (FRA) Марі Дорен-Абер Анаїс Бескон Сімон Детьє Мартен Фуркад               | Норвегія (NOR) Марте Ольсбу Тіріль Екгофф Йоганнес Бо Еміль-Гегле Свендсен     | Італія (ITA) Ліза Віттоцці Доротея Вірер Лукас Гофер Домінік Віндіш   |

- Медалі:

| Ранг   | Країна   | Золото | Срібло | Бронза | Всього |
| ------ | -------- | ------ | ------ | ------ | ------ |
| 1      | Норвегія | 1      | 1      | 0      | 2      |
| 2      | Франція  | 1      | 0      | 0      | 1      |
| 3      | Чехія    | 0      | 1      | 0      | 1      |
| 4      | Італія   | 0      | 0      | 2      | 2      |
| Всього | Всього   | 2      | 2      | 2      | 6      |

### Змагання воєнних патрулів
Змагання військових патрулів проводилися на зимових Олімпійських іграх 1924 1928 1936 і 1948 років як демонстраційні змагання. Однак учасникам перших Ігор 1924 роки пізніше були вручені олімпійські медалі.
| Рік         | Золото                                                                | Срібло                                                                      | Бронза                                                            |
| ----------- | --------------------------------------------------------------------- | --------------------------------------------------------------------------- | ----------------------------------------------------------------- |
| 1924 Шамоні | Швейцарія Дені Воше Антуан Жюльєн Альфонс Жюльєн Адольф Ауфденблаттен | Фінляндія Вяйньо Бремер Август Ескелінен Хейккі Хірвонен Мартті Лаппалайнен | Франція Каміль Мандрійон Жорж Берте Моріс Мандрійон Андре Вандель |

## Жінки
Особисті золоті нагороди на даний момент вигравали 17 спортсменок. Лич. — медалі в особистих гонках, Ком. — в командних перегонах, естафетах, змішаних естафетах, Разом — загальна кількість медалей. У таблицю занесені спортсменки, які мають як мінімум 2 особисті золоті нагороди або не менше 5 будь-яких медалей.
|    | Біатлоністки       | Особ. | Особ. | Особ. | Ком. | Ком. | Ком. | Разом |
| -- | ------------------ | ----- | ----- | ----- | ---- | ---- | ---- | ----- |
| 1. | Дар'я Домрачева    | 3     | 1     | 1     | 1    | -    | -    | 6     |
| 2. | Анастасія Кузьміна | 3     | 3     | -     | -    | -    | -    | 6     |
| 3. | Каті Вільгельм     | 2     | 2     | -     | 1    | 1    | 1    | 7     |
| 4. | Магдалена Нойнер   | 2     | 1     | -     | -    | -    | -    | 3     |
| 5. | Лаура Дальмаєр     | 2     | -     | 1     | -    | -    | -    | 3     |
| 5. | Миріам Бедар       | 2     | -     | 1     | -    | -    | -    | 3     |
| 7. | Уші Дізль          | -     | 2     | 3     | 2    | 2    | -    | 9     |
| 8. | Тіріль Екгофф      | -     | -     | 2     | 1    | 2    | -    | 5     |

| Games               | Золото                        | Срібло                                 | Бронза                      |
| ------------------- | ----------------------------- | -------------------------------------- | --------------------------- |
| 1992 Альбервіль     | Антьє Гарві · Німеччина       | Світлана Печерська · Об'єднана команда | Миріам Бедар · Канада       |
| 1994 Ліллегаммер    | Миріам Бедар · Канада         | Анн Бріян · Франція                    | Уші Дізль · Німеччина       |
| 1998 Наґано         | Катерина Дафовська · Болгарія | Олена Петрова · Україна                | Уші Дізль · Німеччина       |
| 2002 Солт-Лейк-Сіті | Андреа Генкель · Німеччина    | Лів Ґрете Пуаре · Норвегія             | Маґдалена Форсберґ · Швеція |
| 2006 Турин          | Світлана Ішмуроватова · Росія | Мартіна Бек · Німеччина                | Альбіна Ахматова · Росія    |
| 2010 Ванкувер       | Тура Бергер · Норвегія        | Олена Хрустальова · Казахстан          | Дар'я Домрачева · Білорусь  |
| 2014 Сочі           | Дар'я Домрачева · Білорусь    | Селіна Гаспарен · Швейцарія            | Надія Скардіно · Білорусь   |
| 2018 Пхьончхан      | Ганна Еберґ · Швеція          | Анастасія Кузьміна · Словаччина        | Лаура Дальмаєр · Німеччина  |

| Ранг   | Країна            | Золото | Срібло | Бронза | Всього |
| ------ | ----------------- | ------ | ------ | ------ | ------ |
| 1      | Німеччина         | 2      | 1      | 3      | 6      |
| 2      | Норвегія          | 1      | 1      | 0      | 2      |
| 3      | Білорусь          | 1      | 0      | 2      | 3      |
| 4      | Канада            | 1      | 0      | 1      | 2      |
| 4      | Росія             | 1      | 0      | 1      | 2      |
| 4      | Швеція            | 1      | 0      | 1      | 2      |
| 7      | Болгарія          | 1      | 0      | 0      | 1      |
| 8      | Франція           | 0      | 1      | 0      | 1      |
| 8      | Казахстан         | 0      | 1      | 0      | 1      |
| 8      | Словаччина        | 0      | 1      | 0      | 1      |
| 8      | Швейцарія         | 0      | 1      | 0      | 1      |
| 8      | Україна           | 0      | 1      | 0      | 1      |
| 8      | Об'єднана команда | 0      | 1      | 0      | 1      |
| Всього | Всього            | 8      | 8      | 8      | 24     |

| Games               | Золото                              | Срібло                            | Бронза                                      |
| ------------------- | ----------------------------------- | --------------------------------- | ------------------------------------------- |
| 1992 Альбервіль     | Анфіса Рєзцова · Об'єднана команда  | Антьє Гарві · Німеччина           | Олена Бєлова · Об'єднана команда            |
| 1994 Ліллегаммер    | Миріам Бедар · Канада               | Світлана Парамигіна · Білорусь    | Валентина Цербе-Несіна · Україна            |
| 1998 Наґано         | Галина Куклева · Росія              | Уші Дізль · Німеччина             | Катрін Апель · Німеччина                    |
| 2002 Солт-Лейк-Сіті | Каті Вільгельм · Німеччина          | Уші Дізль · Німеччина             | Маґдалена Форсберґ · Швеція                 |
| 2006 Турин          | Флоранс Баверель-Робер · Франція    | Анна-Карін Улофсон-Зідек · Швеція | Вайгіна-Єфремова Лілія Миколаївна · Україна |
| 2010 Ванкувер       | Анастасія Кузьміна · Словаччина     | Магдалена Нойнер · Німеччина      | Марі Дорен-Абер · Франція                   |
| 2014 Сочі           | Анастасія Кузьміна (2) · Словаччина | пустий                            | Віта Семерегко · Україна                    |
| 2018 Пхьончхан      | Лаура Дальмаєр · Німеччина          | Марте Ольсбу · Норвегія           | Вероніка Віткова · Чехія                    |

| Ранг   | Країна            | Золото | Срібло | Бронза | Всього |
| ------ | ----------------- | ------ | ------ | ------ | ------ |
| 1      | Німеччина         | 2      | 4      | 1      | 7      |
| 2      | Словаччина        | 2      | 0      | 0      | 2      |
| 3      | Франція           | 1      | 0      | 1      | 2      |
| 3      | Об'єднана команда | 1      | 0      | 1      | 2      |
| 5      | Канада            | 1      | 0      | 0      | 1      |
| 5      | Росія             | 1      | 0      | 0      | 1      |
| 7      | Швеція            | 0      | 1      | 1      | 2      |
| 8      | Білорусь          | 0      | 1      | 0      | 1      |
| 8      | Норвегія          | 0      | 1      | 0      | 1      |
| 10     | Україна           | 0      | 0      | 3      | 3      |
| 11     | Чехія             | 0      | 0      | 1      | 1      |
| Всього | Всього            | 8      | 7      | 8      | 23     |

| Ігри                | Золото                       | Срібло                          | Бронза                      |
| ------------------- | ---------------------------- | ------------------------------- | --------------------------- |
| 2002 Солт-Лейк-Сіті | Ольга Медведцева · Росія     | Каті Вільгельм · Німеччина      | Ірина Нікульчіна · Болгарія |
| 2006 Турин          | Каті Вільгельм · Німеччина   | Мартіна Бек · Німеччина         | Альбіна Ахматова · Росія    |
| 2010 Ванкувер       | Магдалена Нойнер · Німеччина | Анастасія Кузьміна · Словаччина | Марі-Лор Брюне · Франція    |
| 2014 Сочі           | Дар'я Домрачева · Білорусь   | Тура Бергер · Норвегія          | Тея Грегорін · Словенія     |
| 2018 Пхьончхан      | Лаура Дальмаєр · Німеччина   | Анастасія Кузьміна · Словаччина | Анаїс Бескон · Франція      |

| Ранг   | Країна     | Золото | Срібло | Бронза | Всього |
| ------ | ---------- | ------ | ------ | ------ | ------ |
| 1      | Німеччина  | 3      | 2      | 0      | 5      |
| 2      | Росія      | 1      | 0      | 1      | 2      |
| 3      | Білорусь   | 1      | 0      | 0      | 1      |
| 4      | Словаччина | 0      | 2      | 0      | 2      |
| 5      | Норвегія   | 0      | 1      | 0      | 1      |
| 6      | Франція    | 0      | 0      | 2      | 2      |
| 7      | Болгарія   | 0      | 0      | 1      | 1      |
| 7      | Словенія   | 0      | 0      | 1      | 1      |
| Всього | Всього     | 5      | 5      | 5      | 15     |

| Games          | Золото                            | Срібло                     | Бронза                       |
| -------------- | --------------------------------- | -------------------------- | ---------------------------- |
| 2006 Турин     | Анна-Карін Улофсон-Зідек · Швеція | Каті Вільгельм · Німеччина | Уші Дізль · Німеччина        |
| 2010 Ванкувер  | Магдалена Нойнер · Німеччина      | Ольга Зайцева · Росія      | Сімона Хаусвальд · Німеччина |
| 2014 Сочі      | Дар'я Домрачева · Білорусь        | Габріела Коукалова · Чехія | Тіріль Екгофф · Норвегія     |
| 2018 Пхьончхан | Анастасія Кузьміна · Словаччина   | Дар'я Домрачева · Білорусь | Тіріль Екгофф · Норвегія     |

| Ранг   | Країна     | Золото | Срібло | Бронза | Всього |
| ------ | ---------- | ------ | ------ | ------ | ------ |
| 1      | Німеччина  | 1      | 1      | 2      | 4      |
| 2      | Білорусь   | 1      | 1      | 0      | 2      |
| 3      | Словаччина | 1      | 0      | 0      | 1      |
| 3      | Швеція     | 1      | 0      | 0      | 1      |
| 5      | Чехія      | 0      | 1      | 0      | 1      |
| 5      | Росія      | 0      | 1      | 0      | 1      |
| 7      | Норвегія   | 0      | 0      | 2      | 2      |
| Всього | Всього     | 4      | 4      | 4      | 12     |

| Games               | Золото                                                                                      | Срібло                                                                                 | Бронза                                                                                    |
| ------------------- | ------------------------------------------------------------------------------------------- | -------------------------------------------------------------------------------------- | ----------------------------------------------------------------------------------------- |
| 1992 Альбервіль     | Франція (FRA) Корінн Ніогре Веронік Клодель Анн Бріян                                       | Німеччина (GER) Уші Дізль Антьє Гарві Петра Беле                                       | Об'єднана команда (EUN) Олена Бєлова Анфіса Рєзцова Яківна Мельникова                     |
| 1994 Ліллегаммер    | Росія (RUS) Надія Таланова Наталя Снитіна Луіза Носкова Анфіса Рєзцова                      | Німеччина (GER) Уші Дізль Антьє Гарві Сімона Грайнер-Петтер-Мемм Петра Беле            | Франція (FRA) Корінн Ніогре Веронік Клодель Бюрле Дельфін Анн Бріян                       |
| 1998 Наґано         | Німеччина (GER) Катрін Апель Уші Дізль Мартіна Цельнер Петра Беле                           | Росія (RUS) Альбіна Ахматова Ольга Мельник Галина Куклева Ольга Ромасько               | Норвегія (NOR) Анн-Елен Шельбрейд Анетта Сіквеланн Гунн Маргіт Андреассен Лів Ґрете Пуаре |
| 2002 Солт-Лейк-Сіті | Німеччина (GER) Катрін Апель (2) Уші Дізль (2) Андреа Генкель Каті Вільгельм                | Норвегія (NOR) Анн-Елен Шельбрейд Лінда Груббен Гунн Маргіт Андреассен Лів Ґрете Пуаре | Росія (RUS) Альбіна Ахматова Ольга Медведцева Галина Кукдева Світлана Ішмуратова          |
| 2006 Турин          | Росія (RUS) Ганна Богалій-Титовець Світлана Ішмуратова Ольга Зайцева Альбіна Ахматова       | Німеччина (GER) Мартіна Бек Андреа Генкель Катрін Апель Каті Вільгельм                 | Франція (FRA) Дельфін Перетто Флоранс Баверель-Робер Сільві Бекар Сандрін Байї            |
| 2010 Ванкувер       | Росія (RUS) Ганна Богалій-Титовець (2) Світлана Слєпцова Ольга Медведцева Ольга Зайцева (2) | Франція (FRA) Марі-Лор Брюне Марі Дорен-Абер Сільві Бекар Сандрін Байї                 | Німеччина (GER) Каті Вільгельм Сімона Хаусвальд Мартіна Бек Андреа Генкель                |
| 2014 Сочі           | Україна (UKR) Віта Семеренко Юлія Джіма Семеренко Валентина Олександрівна Олена Підгрушна   | vacant                                                                                 | Норвегія (NOR) Фанню Гурн-Біркеланн Тіріль Екгофф Анн Крістін Флатланд Тура Бергер        |
| 2018 Пхьончхан      | Білорусь (BLR) Надія Скардіно Ірина Кривко Алімбекова Дінара Дар'я Домрачева                | Швеція (SWE) Лінн Перссон Мона Брорссон Анна Магнуссон Ганна Еберґ                     | Франція (FRA) Анаїс Шевальє Марі Дорен-Абер Жустін Бреза Анаїс Бескон                     |

| Ранг   | Країна            | Золото | Срібло | Бронза | Всього |
| ------ | ----------------- | ------ | ------ | ------ | ------ |
| 1      | Росія             | 3      | 1      | 1      | 5      |
| 2      | Німеччина         | 2      | 3      | 1      | 6      |
| 3      | Франція           | 1      | 1      | 3      | 5      |
| 4      | Білорусь          | 1      | 0      | 0      | 1      |
| 4      | Україна           | 1      | 0      | 0      | 1      |
| 6      | Норвегія          | 0      | 1      | 2      | 3      |
| 7      | Швеція            | 0      | 1      | 0      | 1      |
| 8      | Об'єднана команда | 0      | 0      | 1      | 1      |
| Всього | Всього            | 8      | 7      | 8      | 23     |

| Місце | Країна            | Золото | Срібло | Бронза | Загалом |
| ----- | ----------------- | ------ | ------ | ------ | ------- |
| 1     | Німеччина         | 19     | 21     | 12     | 52      |
| 2     | Норвегія          | 16     | 15     | 10     | 41      |
| 3     | Росія             | 10     | 4      | 8      | 22      |
| 4     | Франція           | 9      | 5      | 12     | 26      |
| 5     | СРСР              | 9      | 5      | 5      | 19      |
| 6     | Швеція            | 5      | 3      | 6      | 14      |
| 7     | Білорусь          | 4      | 3      | 3      | 10      |
| 8     | НДР               | 3      | 4      | 4      | 11      |
| 9     | Словаччина        | 3      | 3      | 1      | 7       |
| 10    | Об'єднана команда | 2      | 2      | 2      | 6       |
| 11    | Канада            | 2      | 0      | 1      | 3       |
| 12    | ФРН               | 1      | 2      | 2      | 5       |
| 13    | Україна           | 1      | 1      | 3      | 5       |
| 14    | Швейцарія         | 1      | 1      | 0      | 2       |
| 15    | Болгарія          | 1      | 0      | 1      | 2       |
| 16    | Фінляндія         | 0      | 5      | 2      | 7       |
| 17    | Чехія             | 0      | 4      | 3      | 7       |
| 18    | Австрія           | 0      | 3      | 3      | 6       |
| 19    | Італія            | 0      | 1      | 5      | 6       |
| 20    | Словенія          | 0      | 1      | 1      | 2       |
| 21    | Казахстан         | 0      | 1      | 0      | 1       |
| 21    | Польща            | 0      | 1      | 0      | 1       |
| 23    | Хорватія          | 0      | 0      | 1      | 1       |
| TOTAL | TOTAL             | 86     | 85     | 85     | 256     |

| Біатлон              | Країна                                         | Олімпійські Ігри *   | Золто | Срібло | Бронза | Всього |
| -------------------- | ---------------------------------------------- | -------------------- | ----- | ------ | ------ | ------ |
| Уле-Ейнар Б'єрндален | Норвегія (NOR)                                 | 1994–2014            | 8     | 4      | 1      | 13     |
| Рікко Гросс          | Німеччина (GER)                                | 1992–2006            | 4     | 3      | 1      | 8      |
| Еміль-Гегле Свендсен | Норвегія (NOR)                                 | 2006–2018            | 4     | 3      | 1      | 8      |
| Свен Фішер           | Німеччина (GER)                                | 1994–2006            | 4     | 2      | 2      | 8      |
| Мартен Фуркард       | Франція (FRA)                                  | 2010–2018            | 5     | 2      | 0      | 7      |
| Хальвард Ханевольд   | Норвегія (NOR)                                 | 1994-2010            | 3     | 2      | 1      | 6      |
| Сергій Чепіков       | СРСР (URS) Об'єднана команда (EUN) Росія (RUS) | 1988-1994, 2002—2006 | 2     | 3      | 1      | 6      |
| Олександр Тихонов    | СРСР (URS)                                     | 1968-1980            | 4     | 1      | 0      | 5      |
| Франк Люк            | НДР (GDR) Німеччина (GER)                      | 1988, 1994—2002      | 2     | 3      | 0      | 5      |
| Петер Ангерер        | ФРН (FRG)                                      | 1980–1988            | 1     | 2      | 2      | 5      |

| Біатлон            | Країна           | Олімрійські Ігри* | Золото | Срібло | Бронза | Всього |
| ------------------ | ---------------- | ----------------- | ------ | ------ | ------ | ------ |
| Уші Дізль          | Німеччина (GER)  | 1992–2006         | 2      | 4      | 3      | 9      |
| Каті Вільгельм     | Німеччина (GER)  | 2002–2010         | 3      | 3      | 1      | 7      |
| Дар'я Домрачева    | Білорусь (BLR)   | 2010–2018         | 4      | 1      | 1      | 6      |
| Анастасія Кузьміна | Словаччина (SVK) | 2010–2018         | 3      | 3      | 0      | 6      |
| Альбіна Ахматова   | Росія (RUS)      | 1998–2006         | 1      | 1      | 3      | 5      |
| Тіріль Екгофф      | Норвегія (NOR)   | 2014–2018         | 1      | 1      | 3      | 5      |
| Катрін Апель       | Німеччина (GER)  | 1998–2006         | 2      | 1      | 1      | 4      |
| Тура Бергер        | Норвегія (NOR)   | 2006–2014         | 2      | 1      | 1      | 4      |
| Андреа Генкель     | Німеччина (GER)  | 2002–2014         | 2      | 1      | 1      | 4      |
| Антьє Гарві        | Німеччина (GER)  | 1992–1994         | 1      | 3      | 0      | 4      |
| Марі Дорен-Абер    | Франція (FRA)    | 2010–2018         | 1      | 1      | 2      | 4      |

| Ранг | Біатлон              | Країна                       | Від * | До * | Золото | Срібло | Бронза | Всього |
| ---- | -------------------- | ---------------------------- | ----- | ---- | ------ | ------ | ------ | ------ |
| 1    | Уле-Ейнар Б'єрндален | Норвегія                     | 1998  | 2014 | 8      | 4      | 1      | 13     |
| 2    | Мартен Фуркад        | Франція                      | 2010  | 2018 | 5      | 2      | -      | 7      |
| 3    | Рікко Гросс          | Німеччина                    | 1992  | 2006 | 4      | 3      | 1      | 8      |
| 3    | Еміль-Гегле Свендсен | Норвегія                     | 2010  | 2018 | 4      | 3      | 1      | 8      |
| 5    | Свен Фішер           | Німеччина                    | 1994  | 2006 | 4      | 2      | 2      | 8      |
| 6    | Олександр Тихонов    | СРСР                         | 1968  | 1980 | 4      | 1      | -      | 5      |
| 7    | Хальвард Ханевольд   | Норвегія                     | 1998  | 2010 | 3      | 2      | 1      | 6      |
| 8    | Марк Кірхнер         | Німеччина                    | 1992  | 1994 | 3      | 1      | -      | 4      |
| 9    | Міхаель Грайс        | Німеччина                    | 2006  | 2006 | 3      | -      | -      | 3      |
| 10   | Сергій Чепіков       | СРСР Об'єднана команда Росія | 1988  | 2006 | 2      | 3      | 1      | 6      |

| Ранг | Біатлон             | Країна                  | Від * | До * | Золото | Срібло | Бронза | Всього |
| ---- | ------------------- | ----------------------- | ----- | ---- | ------ | ------ | ------ | ------ |
| 1    | Дар'я Домрачева     | Білорусь                | 2010  | 2018 | 4      | 1      | 1      | 6      |
| 2    | Каті Вільгельм      | Німеччина               | 2002  | 2010 | 3      | 3      | 1      | 7      |
| 3    | Анастасія Кузьміна  | Словаччина              | 2010  | 2018 | 3      | 3      | -      | 6      |
| 4    | Уші Дізль           | Німеччина               | 1992  | 2006 | 2      | 4      | 3      | 9      |
| 5    | Катрін Апель        | Німеччина               | 1998  | 2006 | 2      | 1      | 1      | 4      |
| 5    | Тура Бергер         | Норвегія                | 2010  | 2014 | 2      | 1      | 1      | 4      |
| 5    | Андреа Генкель      | Німеччина               | 2002  | 2010 | 2      | 1      | 1      | 4      |
| 8    | Магдалена Нойнер    | Німеччина               | 2010  | 2010 | 2      | 1      | -      | 3      |
| 8    | Ольга Зайцева       | Росія                   | 2006  | 2010 | 2      | 1      | -      | 3      |
| 10   | Миріам Бедар        | Канада                  | 1992  | 1994 | 2      | -      | 1      | 3      |
| 10   | Лаура Дальмаєр      | Німеччина               | 2018  | 2018 | 2      | -      | 1      | 3      |
| 10   | Світлана Ішмуратова | Росія                   | 2002  | 2006 | 2      | -      | 1      | 3      |
| 10   | Ольга Медведцева    | Росія                   | 2002  | 2010 | 2      | -      | 1      | 3      |
| 10   | Анфіса Рєзцова      | Об'єднана команда Росія | 1992  | 1994 | 2      | -      | 1      | 3      |

| × | НОК не існував на момент Ігор | # | Кількість медалей, виграних під час НОК | – | НОК не виграв жодної медалі |

| NOC                     | 24 | 1928–56 | 60 | 64 | 68 | 72 | 76 | 80 | 84 | 88 | 92 | 94 | 98 | 02 | 06 | 10 | 14 | 18 | Всього |
| ----------------------- | -- | ------- | -- | -- | -- | -- | -- | -- | -- | -- | -- | -- | -- | -- | -- | -- | -- | -- | ------ |
| Австрія (AUT)           | –  |         | –  | –  | –  | –  | –  | –  | –  | –  | –  | –  | –  | 1  | –  | 2  | 2  | 1  | 6      |
| Білорусь (BLR)          | ×  |         | ×  | ×  | ×  | ×  | ×  | ×  | ×  | ×  | ×  | 1  | 1  | –  | –  | 2  | 4  | 2  | 10     |
| Болгарія (BUL)          | –  |         | –  | –  | –  | –  | –  | –  | –  | –  | –  | –  | 1  | 1  | –  | –  | –  | –  | 2      |
| Канада (CAN)            | –  |         | –  | –  | –  | –  | –  | –  | –  | –  | 1  | 2  | –  | –  | –  | –  | –  | –  | 3      |
| Хорватія (CRO)          | ×  |         | ×  | ×  | ×  | ×  | ×  | ×  | ×  | ×  | –  | –  | –  | –  | –  | 1  | –  | –  | 1      |
| Чехія (CZE)             | ×  |         | ×  | ×  | ×  | ×  | ×  | ×  | ×  | ×  | ×  | –  | –  | –  | –  | –  | 5  | 2  | 7      |
| Фінляндія (FIN)         | 1  |         | 1  | –  | –  | 1  | 2  | –  | –  | –  | 1  | –  | 1  | –  | –  | –  | –  | –  | 7      |
| Франція (FRA)           | 1  |         | –  | –  | –  | –  | –  | –  | –  | –  | 1  | 3  | –  | 2  | 4  | 6  | 4  | 5  | 26     |
| НДР (GDR)               | ×  |         | ×  | ×  | –  | 2  | 1  | 4  | 2  | 2  | ×  | ×  | ×  | ×  | ×  | ×  | ×  | ×  | 11     |
| ФРН (FRG)               | ×  |         | ×  | ×  | –  | –  | –  | 1  | 3  | 1  | ×  | ×  | ×  | ×  | ×  | ×  | ×  | ×  | 5      |
| Німеччина (GER)         | ×  |         | ×  | ×  | ×  | ×  | ×  | ×  | ×  | ×  | 7  | 6  | 5  | 9  | 11 | 5  | 2  | 7  | 52     |
| Італія (ITA)            | –  |         | –  | –  | –  | –  | –  | –  | –  | 2  | –  | –  | 1  | –  | –  | –  | 1  | 2  | 6      |
| Казахстан (KAZ)         | ×  |         | ×  | ×  | ×  | ×  | ×  | ×  | ×  | ×  | ×  | –  | –  | –  | –  | 1  | –  | –  | 1      |
| Норвегія (NOR)          | –  |         | –  | 1  | 2  | 1  | –  | –  | 3  | –  | –  | –  | 5  | 6  | 6  | 5  | 6  | 6  | 41     |
| Польща (POL)            | –  |         | –  | –  | –  | –  | –  | –  | –  | –  | –  | –  | –  | –  | 1  | –  | –  | –  | 1      |
| СРСР (URS)              | ×  |         | 1  | 2  | 3  | 1  | 3  | 4  | 1  | 4  | ×  | ×  | ×  | ×  | ×  | ×  | ×  | ×  | 19     |
| Об'єднана команда (EUN) | ×  |         | ×  | ×  | ×  | ×  | ×  | ×  | ×  | ×  | 6  | ×  | ×  | ×  | ×  | ×  | ×  | ×  | 6      |
| Росія (RUS)             | ×  |         | ×  | ×  | ×  | ×  | ×  | ×  | ×  | ×  | ×  | 5  | 3  | 3  | 5  | 4  | 2  | ×  | 22     |
| Словаччина (SVK)        | ×  |         | ×  | ×  | ×  | ×  | ×  | ×  | ×  | ×  | ×  | –  | –  | –  | –  | 3  | 1  | 3  | 7      |
| Словенія (SLO)          | ×  |         | ×  | ×  | ×  | ×  | ×  | ×  | ×  | ×  | –  | –  | –  | –  | –  | –  | 1  | 1  | 2      |
| Швеція (SWE)            | –  |         | 1  | –  | 1  | 1  | –  | –  | –  | –  | 2  | –  | –  | 2  | 2  | 1  | –  | 4  | 14     |
| Швейцарія (SUI)         | 1  |         | –  | –  | –  | –  | –  | –  | –  | –  | –  | –  | –  | –  | –  | –  | 1  | –  | 2      |
| Україна (UKR)           | ×  |         | ×  | ×  | ×  | ×  | ×  | ×  | ×  | ×  | ×  | 1  | 1  | –  | 1  | –  | 2  | –  | 5      |